# Дригальский, Эрих фон
Эрих Дагоберт фон Дригальский (нем. Erich Dagobert von Drygalski; род. 9 февраля 1865, Кёнигсберг — ум. 10 января 1949, Мюнхен) — немецкий географ, геофизик, путешественник и полярный исследователь.

## Биография
В 1882—1887 годах изучал математику и естественные науки в университетах Кенигсберга, Бонна, Берлина и Лейпцига.
Защитил докторскую диссертацию о природе ледовых щитов в северных районах планеты.
В 1888—1891 годы — ассистент Геодезического института и Центрального бюро Международной геодезии в Берлине.
В 1891 и 1892‒1893 Э. Дригальский возглавил две экспедиции Географического общества в Берлине к берегам Гренландии для исследования материкового льда. Во время второй экспедиции провел зиму 1892/1893 г. в западной Гренландии.
В 1889, используя собранные в экспедициях научные данные, Э. Дригальский прошёл хабилитацию по географии и геофизике. В 1898 стал доцентом кафедры географии и геофизики, а в 1899 — экстраординарным профессором Берлинского университета.

## Экспедиция «Гаусса»

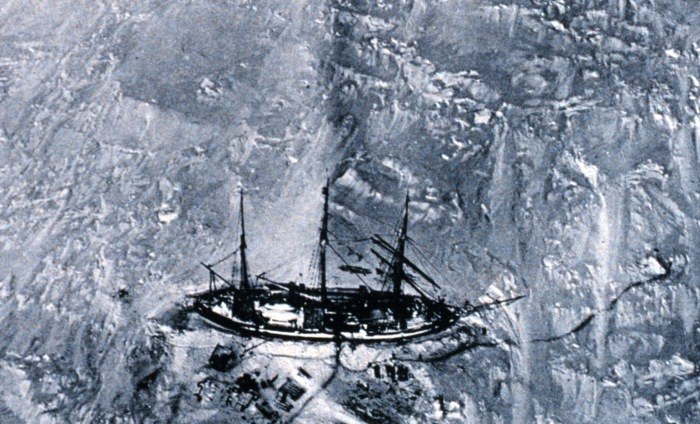
Судно «Гаусс» зажатое во льдах. Фото, сделанное с воздушного шара

В 1901—1903 годах профессор Эрих фон Дригальский возглавил первую немецкую экспедицию в Антарктиду, отправившуюся к Южному полюсу на специально построенном научно-исследовательском судне «Гаусс», названном в честь математика, астронома и физика Карла Фридриха Гаусса.
Экипаж состоял из 32 человек, из них: 22 постоянных члена экипажа судна, 5 морских офицеров и 5 ученых (включая самого Эриха фон Дригальского).
Экспедиция отправилась из Киля летом 1901 г. Целью её проведения было изучение неизвестных областей Антарктиды, лежащих к югу от архипелага Кергелен.
2 января 1902 они достигли островов архипелага Кергелен.
Э. Дригальский разделил небольшой отряд экспедиции на 2 группы, меньшая из которых осталась на островах Кергелен, в то время как главная — продолжила продвижение дальше на юг. За время короткого пребывания здесь, профессор смог обстоятельно изучить остров Херд, провёл первое всеобъемлющее научное исследование геологии, флоры и фауны острова.
По пути к Антарктике полярный исследователь основал на острове Кергелен метеоролого-магнитную станцию.
В начале 1902 «Гаусс» был зажат льдами в 50 милях от побережья и почти 14 месяцев находился в ледовом плену. Благодаря округлой форме корпуса (по аналогии с норвежским полярным исследовательским судном «Фрам») «Гаусс» не был раздавлен, а лишь выдавлен на льдину. Несмотря на это, с февраля 1902 г. до февраля 1903 года экспедиция обнаружила и обследовала новые территории в Антарктике и присвоила им названия «Земля Вильгельма II» (координаты 087°43' в. д. 091°54' в. д.) с «горой Гаусса» (Gaussberg) высотой 371 м.
Время вынужденной неподвижности во льдах было использовано для интенсивной научно-исследовательской деятельности. До завершения экспедиции было собрано огромное количество метеорологических и биолого-зоологических данных и результатов наблюдений.
Дригальский 29 марта 1902 года поднялся на привязном аэростате на высоту около 500 метров и стал третьим воздухоплавателем Антарктики после Роберта Скотта и Эрнеста Шеклтона, которые первыми поднялись в воздух 4 февраля 1902 года в районе шельфового ледника Росса.
Экспедиция возвратилась в Киль 23 ноября 1903 года.
Экспедиция «Гаусса» принесла много новых научных открытий в практически неисследованной до тех пор области Земли.
Кайзер Вильгельм II, однако, не был удовлетворен её результатами, так как немецкая экспедиция достигла лишь 66° 2' южной широты в то время, как британцы в ходе своего южнополярного похода — 82° 11' ю. ш. В «гонках на Южный полюс» Дригальский после своего возвращения больше не участвовал. По его словам:

В полярных исследованиях не имеет значения, кто первый побывал на полюсе.
Впоследствии Эрих фон Дригальский интенсивно работал над описательной частью экспедиции и отредактировал большой объём собранных научных данных. В течение 1905—1931 годов им было опубликовано 20 томов документов антарктической экспедиции, издано 2 атласа.
Основываясь на материалах, полученных в ходе своих полярных путешествий, Дригальский развил теорию движущихся льдов, сохраняющую своё значение и поныне.

## Последующие годы жизни
С октября 1906 до ухода на пенсию Дригальский был профессором в университете в Мюнхене, где он также возглавлял до своей смерти основанный им географический институт.
В 1910—1912 Эрих фон Дригальский был членом экспедиции графа Фердинанда фон Цеппелинна на Шпицберген для изучения возможности применения дирижаблей в Арктике. Принимал участие в ряде других экспедиций в Северную Америку и северо-восточную Азию.

## Память
Имя знаменитого полярного исследователя присвоено горам на Земле Королевы Мод, шельфовому леднику на Земле Виктории, острову в море Дейвиса, кратеру на Луне.
В честь него названа одна из аллей в южной части Мюнхена.
Кроме того, на основе материалов, собранных в экспедиции «Гаусса» в его честь назван один из видов южноафриканского паука Araneus drygalskii (Strand, 1909).
По данным Списка ботаников-систематиков стандартная аббревиатура Dryg используется для обозначения Эриха фон Дригальского в качестве автора, когда ссылаются на ботаническое название.

## Сочинения
- Die Südpolarforschung und die Probleme des Eises (Берлин, 1895);
- Grönland. Expedition der Gesellschaft für Erdkunde zu Berlin. 1891 bis 1893, Bd 1‒2, В., 1897;
- Die Ergebnisse der Sudpolarforschung und die Aufgaben der Deutschen Südpolarexpedition (Берлин, 1898);
- Plan und Aufgaben der Deutschen Südpolarexpedition (Берлин и Лейпциг, 1900);
- Deutsche Südpolar-Expedition 1901‒1903, Bd 1‒20, В., 1905‒31.